# Hevsel-Gärten

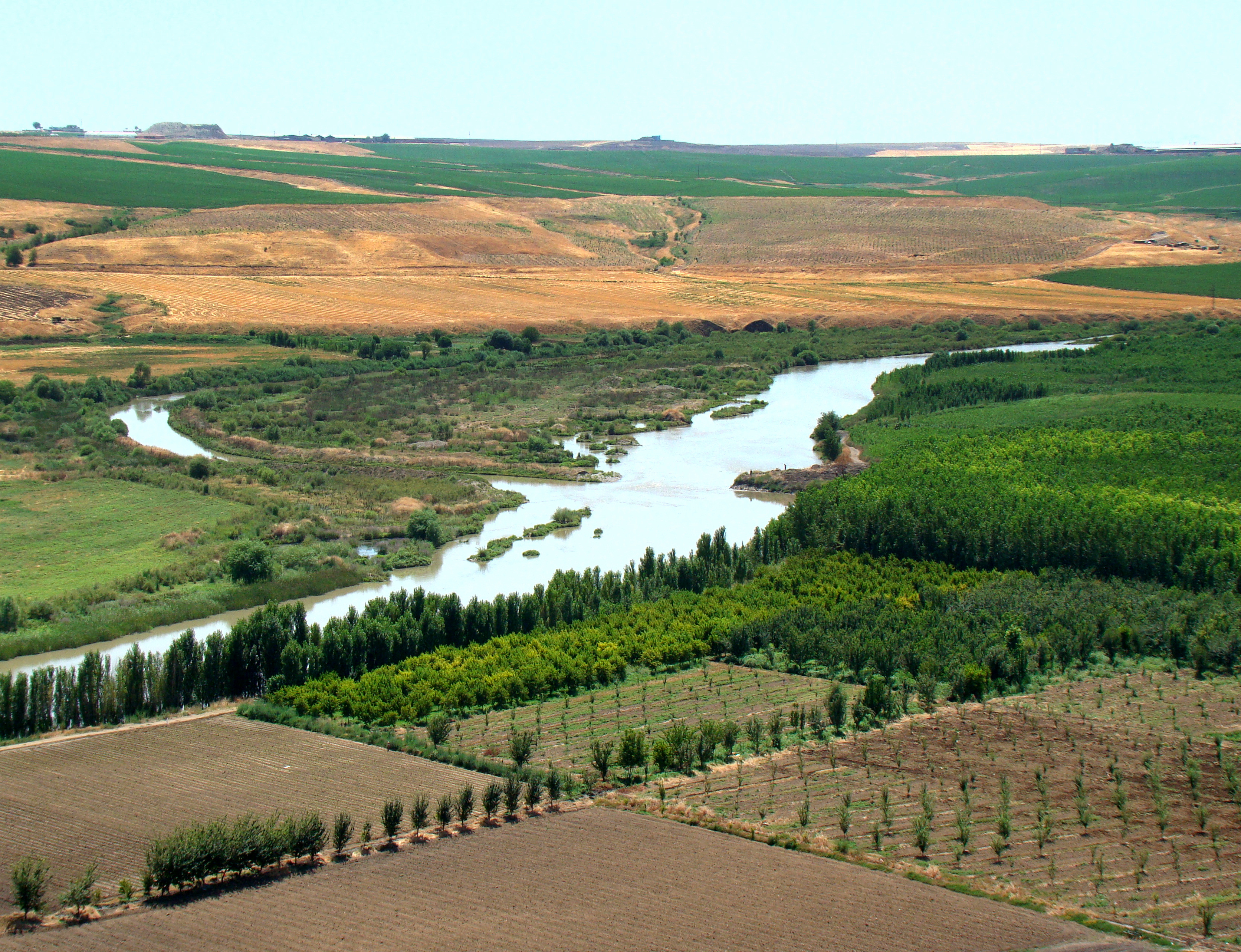

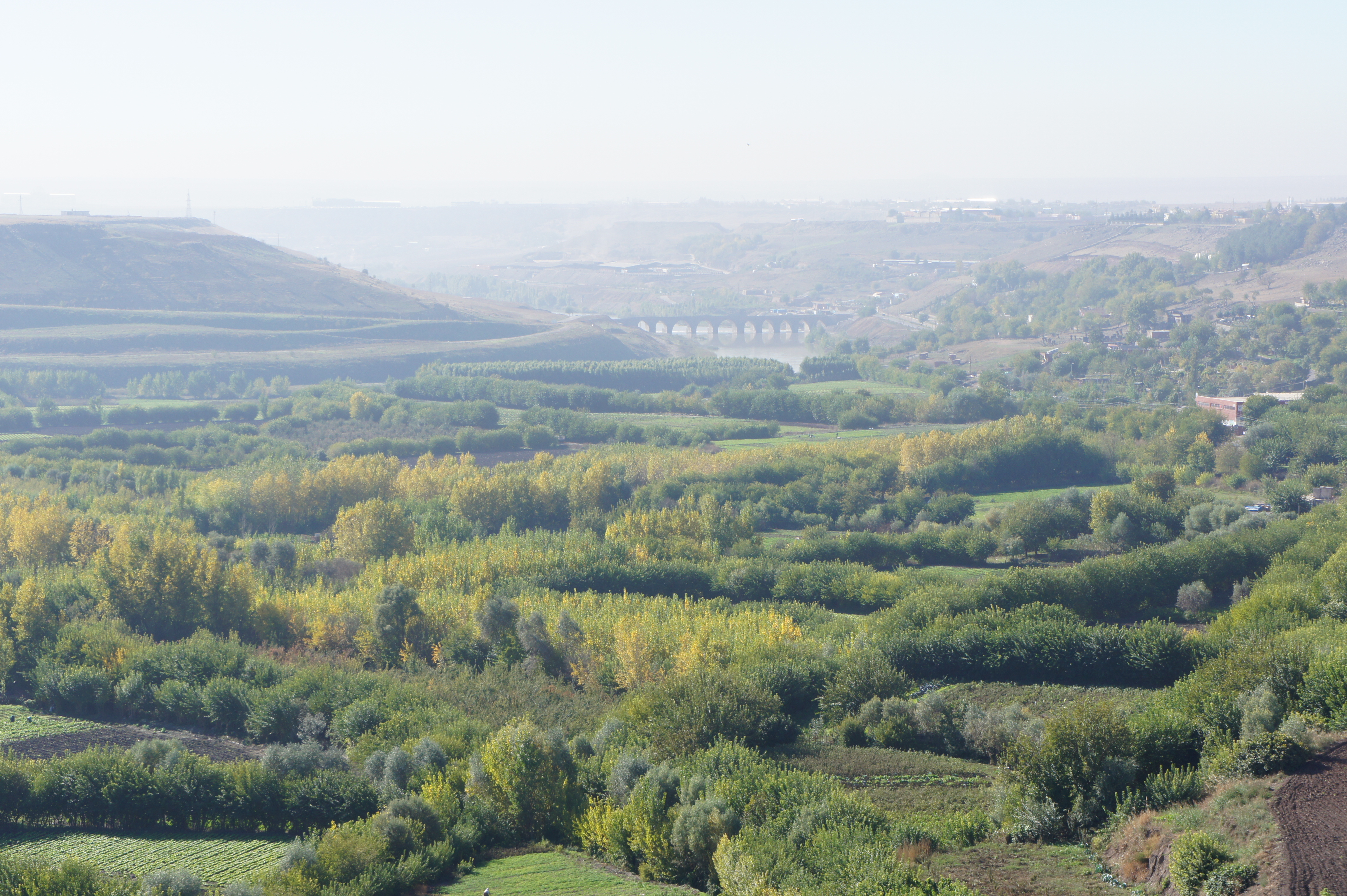
Hevsel-Gärten mit der Tigris-Brücke im Hintergrund (2010)

Die Hevsel-Gärten (türkisch Hevsel Bahçeleri) sind 700 Hektar fruchtbares Land im Tal des Tigris in Diyarbakır in der Ost-Türkei zwischen den Festungsmauern von Diyarbakır und dem Fluss. Die befestigte Stadt war von einem zweiteiligen System von Verteidigungsmauern umgeben und die Gärten, die von Quellen am steilen Hang gespeist wurden, spielten eine wichtige Rolle bei der Versorgung und Bewässerung der Stadt. Die Gärten wurden 2013 in die vorläufige Liste der UNESCO und 2015 zusammen mit den Mauern der Festung Diyarbakır in die Liste der Welterbestätten aufgenommen.

## Geschichte
Die Hevsel-Gärten wurden erstmals erwähnt in aramäischen Quellen aus dem 9. Jahrhundert v. Chr., man schätzt allerdings, dass die Gärten bis zu 7000 oder 8000 Jahre alt sind. Zu diesem Zeitpunkt existierte Diyarbakır bereits unter dem Namen Amid auf einem Basalthügel über dem Tigris. Im Jahr 866 v. Chr. wurde die Stadt von dem assyrischen König Aššur-nâṣir-apli II. erobert. Mit dem Fall der Stadt wurden die Gärten in einer Strafaktion zerstört.
Die Hevsel-Gärten wurden zwischen der Stadt und dem Fluss angelegt, um Wasser zu bekommen und Nahrung für die Einwohner produzieren zu können. Im Garten entspringen viele Quellen und ergießen sich über die fünf Terrassen der Gartenanlage. Die Terrassen wurden über Jahrtausende natürlich geformt, als sich der Fluss in seinem weiten Tal schlängelte und sich immer tiefer in das Gestein mäanderte. Der oberste Teil des Gartens war für die Lage der Stadt von entscheidender Bedeutung bei der Versorgung. Schon früh wurden die Gärten daher als „heilig“ verehrt und mit dem Garten Eden verglichen.
Im Jahr 1655 umfassten die Gärten beide Ufer des Tigris und sollen mit Orchideen- und Weingärten, Rosen und Basilikum bepflanzt gewesen sein. Europäische Reisende des 19. Jahrhunderts berichteten von einer Vielzahl unterschiedlicher Gemüse- und Obstsorten und erzählten von Trauben und Aprikosen, vor allem aber von Wassermelonen, die auf den sandigen Inseln des vielarmigen Flusses wuchsen. Die Gärten wurden in die Stadt integriert, wobei Pappeln und Obstbäume die verschiedenen Gemüsegärten trennten und das Abwasser aus der Stadt geleitet wurde, um Fruchtbarkeit des Bodens zu gewährleisten und Wasserräder anzutreiben. Maulbeerbäume wurden angebaut, um eine Seidenindustrie in der Stadt zu unterstützen, und Holz wurde aus Pappeln und Weidenbäumen hergestellt und mit dem Floß in die Provinz Mosul verschifft.
Heutzutage wird etwa ein Drittel der Gärten für den Anbau von Pappeln genutzt, in der restlichen Fläche wird eine Vielzahl von Gemüse und Früchten angebaut, darunter Kohl, Spinat, Salat, Radieschen, Frühlingszwiebeln, Petersilie, Brunnenkresse, Auberginen, Kürbisse, Tomaten, Paprika und Bohnen, Pfirsiche, Aprikosen, Pflaumen, Kirschen, Feigen, Maulbeeren und Nüsse.

## Erhalt und Bedrohung
Die Hevsel-Gärten werden bis heute landwirtschaftlich genutzt, sind aber durch illegale Nutzung, Rodungen und Wohnungsbau unterhalb der Festungsmauern im Bestand bedroht. Weitere Probleme sind verstopfte Entwässerungsrinnen und die schlechte Wasserqualität. Außerdem haben die Wasserentnahme und die Staudammprojekte stromaufwärts die Wassermenge des Flusses verringert und die periodischen Überschwemmungen der Auen stark abgenommen. Es wurden zwar Pufferzonen eingerichtet, aber die Gärten gelten als anfälliges und bedrohtes Ökosystem mit zahlreichen Vogel- und Fischarten.